# Дакійські вершники
Дакійські (дунайські) вершники — об'єкти поклоніння культу, що був поширений в римській провінції Дакія. Культ дакійских вершників почав поширюватися серед римських солдатів незабаром після завоювання Дакії імператором Траяном в 106 році н. е. Сліди цього культу були також знайдені і в таких віддалених від Подунав'я римських провінціях, як Галлія і Британія .
Збереглася велика кількість рельєфів і дорогоцінних каменів із зображеннями дакийских вершників. Із 232 об'єктів, які каталогізував Дмитро Тудоро (Dumitru Tudor) в 1969-76 рр., 60 були знайдені в Дакії, 24 — у Верхній Мезії, 34 — в Нижній Мезії, 47 — в Нижній Паннонії і 25 — у Верхній. Більшість рельєфів, знайдених в Дакії, зроблені з мармуру. Було зроблено безліч копій цих рельєфів зі свинцю. Використання такого дорогого для того часу металу найімовірніше свідчить про магічне призначення дакийских вершників. Із 90 збережених свинцевих копій 40 були знайдені в Нижньої Паннонії.
Найдавніші рельєфи зображають тільки одного вершника, чий зовнішній вигляд оформився під впливом іконографії фракійського вершника. Пізніші пам'ятки зображують двох вершників по обидва боки від богині, чиїм головним символічним атрибутом була риба. З 31 об'єкта з одним вершником 18 були знайдені в Дакії. Версія з двома вершниками належить до більш пізнього періоду і була особливо поширена в III столітті н. е., і менше — в IV столітті.
Крім двох вершників і богині з рибою іконографія фракійських вершників включає в себе різні символи (місяць, сонце, зірки) і зображення тварин (баран, пес, лев, орел, павич, ворон, півень, змія і іноді навіть бик). Дослідники розходяться в думках щодо того, яка саме богиня зображена на рельєфах. Є дві версії того, ким могли б бути вершники. За однією версією, це — Діоскури, а за іншою — Кабіри . Хоча зображення діоскурів у грецькій іконографії могло вплинути на дакийских вершників, жодна з гіпотез не є достовірною.
Ймовірно, що деякі вірування і практики, запозичені в першу чергу з мітраїзму, були додані до місцевого дакійського культу і надали йому характер містеріальної релігії. Хоча міф про дакийских вершників залишився невідомий, можна з упевненістю припустити, що він був заснований на віруваннях даків, які були відсутні у фракійців з регіону південного Дунаю. Два вершники і богиня найімовірніше служили для зв'язку між космічними рівнями (небесами, землею і пекла).
У містерії дакийских вершників були присутні тільки три рівня ініціації: Aries (овен), Miles (воїн) і Leo (лев). Перші два рівні знаходилися під впливом Марса, а вищий — під впливом Сонця. Якщо інтерпретувати численні зображення тварин разом з Дакійського вершниками, то можна припустити, що символізм містерій мав досить складну систему. Написів на зображеннях дунайських вершників дуже мало, вони короткі (особливо на дорогоцінному камінні) і часто не піддаються розшифровці. Рівень тих, хто пройшли ініціацію визначався за допомогою жетонів і печаток (наприклад, був знайдений камінь з написом leon). Ймовірно, що в містеріях важливу роль відігравало жертвопринесення барана.

## См. також
- Фракійський вершник